# Hylacola
Genre
Hylacola est un genre de passereaux appartenant à la famille des Acanthizidae.

## Liste des espèces
Selon le Congrès ornithologique international (version 10.1), il comporte deux espèces :
- séricorne timide	(Hylacola cauta) Gould, 1843 ou « fauvette des sables »
- séricorne à croupion roux (Hylacola pyrrhopygia) (Vigors & Horsfield, 1827) ou « fauvette des landes »